# ꭩ
Cette page contient des caractères spéciaux ou non latins. S’ils s’affichent mal (▯, ?, etc.), consultez la page d’aide Unicode.
ꭩ, appelée w culbuté en exposant, w culbuté supérieur ou lettre modificative w culbuté, est un symbole phonétique utilisé dans l’alphabet phonétique ouralique. Il est formé de la lettre w culbuté ‹ ʍ › mise en exposant.

## Utilisation
Dans l’alphabet phonétique international de 1900 à 1989, les lettres en exposant pouvaient être utilisées pour représenter une l’articulation de cette consonne participe à l’articulation de la consonne qui la précède. Par exemple, dans le Scottish National Dictionary, utilisant une transcription phonétique dérivée de l’alphabet phonétique international, le mot scots lauch, « rire », dont l’une des prononciations vieillie est transcrite [lɑxꭩ], ou laich, « bas » transcrit [ljuxꭩ]. Il a aussi été utilisé dans l’illustration de l’API du géorgien standard, publiée en 2006, dans la transcription [sitʼχʼꭩa] « mot » dans lequel [χʼꭩ] est un allophone de /qʼ/.

## Représentations informatiques
La lettre modificative w culbuté peut être représenté avec les caractères Unicode suivants (Latin étendu – E) :
| formes       | représentations | chaînes de caractères | points de code | descriptions                    | note                            |
| ------------ | --------------- | --------------------- | -------------- | ------------------------------- | ------------------------------- |
| modificative | ꭩ               | ꭩ                     | U+AB69         | lettre modificative minuscule w | codé pour le symbole phonétique |